# Cantelães
Cantelães est une paroisse civile portugaise (en portugais : freguesia) de la municipalité de Vieira do Minho dans le district de Braga.

## Géographie
Cantelães est située au nord-est de Vieira do Minho.
Son territoire, qui comprend la majeure partie des montagnes de la serra da Cabreira, est notamment arrosé par la Ribeira de Cantelães, affluent de l'Ave qui s'écoule du nord-est au sud-ouest de la paroisse.

## Histoire
La localité de Cantelães est connue depuis le XIIIe siècle.

## Démographie
Lors du recensement de 2021, Cantelães compte 740 habitants.